# Phare de Porto Piave Vecchia
Le phare de Porto Piave Vecchia (en italien : Faro di Piave Vecchia) est un phare situé à Jesolo (Ville métropolitaine de Venise en Italie), dans la région de Vénétie. Il est géré par la Marina Militare.

## Histoire
Le phare est situé sur le Lido de Jesolo, le premier cordon littoral de la lagune de Venise, à l'embouchure de la rivière Sile.
Le premier phare a été établi en 1848, à des fins militaires, par l'empire austro-hongrois. Il a été détruit par l'armée allemande durant la Seconde Guerre mondiale. Il a été reconstruit entre 1949 et 1951 par les ingénieurs civils de Venise. Son sommet peut être atteint par un escalier en colimaçon. La tour est éclairée la nuit.

## Description
Le phare  est une tour cylindrique en béton de 48 m de haut, avec galerie et lanterne proche du bâtiment de la capitainerie du port de trois étages. La tour est peinte en diverses bandes horizontales blanches et grises et la lanterne est gris métallique. Il émet, à une hauteur focale de 45 m, deux éclats blancs toutes les 12 secondes. Sa portée est de 15 milles nautiques (environ 28 km) pour le feu principal et 8 milles nautiques (environ 15 km) pour le feu de veille.
Identifiant : ARLHS : ITA-119 ; EF-4264 - Amirauté : E2504 - NGA : 11556 .

## Caractéristiques dufeu maritime
Fréquence : 12s (W-W)
- Lumière : 2 secondes
- Obscurité : 2 secondes
- Lumière : 2 secondes
- Obscurité : 6 secondes

|                  |
| Lagune de Venise |

### Lien connexe
- Liste des phares de l'Italie